# Christian August Pescheck
Christian August Pescheck (* 29. Dezember 1760 in Eibau bei Zittau; † 29. September 1833 in Dresden) war ein deutscher Arzt und Schriftsteller.

## Leben
Christian August Pescheck war der jüngere Sohn des in Eibau wirkenden Pfarrers Christian Friedrich Pescheck (1724–1789). Dieser folgte bald einem Ruf nach Zittau, und hier erhielt der Sohn teils durch den von seinem älteren Bruder Christian Adolph Pescheck und von Kandidaten erteilten Privatunterricht, teils im städtischen Gymnasium seine Bildung. Zu seinen hauptsächlichen Lehrern gehörten Richter, Frühauf und Müller. Er empfahl sich durch seinen Fleiß. Auch sein poetisches Talent erwarb ihm Freunde. Viel Beifall fand u. a. der von ihm gedichtete Text zu jener Kantate, die anlässlich der Feier des Teschener Friedens (1779) in Zittau aufgeführt wurde.
Pescheck studierte Medizin in Leipzig und später in Berlin. Er erhielt vor allem Unterricht bei Platner, Ludwig, Eschenbach und Gehler. Ohne sein Berufsfach zu vernachlässigen, beschäftigte er sich auch mit schönwissenschaftlichen Arbeiten und verfasste mehrere Romane, die aber bald in Vergessenheit gerieten. Auch gab er 1786 eine neue Monatsschrift für das schöne Geschlecht heraus. Die meiste Aufmerksamkeit hatten seine Dichterischen Kriegsgemälde (Leipzig 1782) erregt, zu denen ihm der damalige Bayerische Erbfolgekrieg den Stoff bot. Diesen poetischen Versuchen verdankte er selbst die Ehre, König Friedrich dem Großen in Berlin vorgestellt zu werden.
Durch die Dissertation De gravidarum affectionibus earumque cura (Leipzig 1784), die er unter Gehlers Vorsitz verteidigte, hatte Pescheck sich 1784 den Grad eines Doktors der Medizin erworben. Er lebte seitdem als praktischer Arzt in seiner Vaterstadt, ab 1786 in Görlitz und danach in Zittau. Dort verlor er 1792 seine geliebte Gattin Karoline Elisabeth geb. Heffter (1760–1792), eine Tochter des Stadtphysikus Johann Carl Heffter in Zittau, die er am 6. Dezember 1786 geheiratet hatte. In seiner sechsjährigen Ehe hatte seine Gemahlin ihm zwei Kinder geboren, den späteren Zittauer Stadtphysikus Friedrich August Pescheck (1787–1841) und die Tochter Karoline Henriette, die 1814 nach langem Leiden starb. Auch aus seiner zweiten Ehe mit Christiane Caroline, geb. Kleyck, der Tochter eines Bürgerschaftsdeputierten in Zittau, gingen neun Kinder hervor, u. a. Heinrich Eduard Pescheck, Verfasser der Schrift Das Ganze des Steindrucks, von seiner artistisch-technischen und mechanischen Seite betrachtet (Ilmenau 1829), Augusta Charlotte, die Gattin des Arztes Ernst Heinrich Kneschke sowie Carl Justus Ludwig Pescheck, der als Maler und Kupferstecher in Dresden wirkte.
Willkommene Gelegenheit zu einer Reise an den Rhein und Main bot sich Pescheck, als er 1795 die sächsische Armee in jene Gegenden als Feldarzt begleitete. Auch 1796 führte ihn sein Beruf in die Ferne, während seine Familie wieder in Dresden zurückblieb. Während dieser Feldzüge litt er viel und überstand ein lebensgefährliches Lazarettfieber. Seit 1798 lebte er wieder als praktischer Arzt in Zittau. Von 1802 bis 1825 übte er dort den Beruf des Stadtphysikus aus und bewährte sich als Mann von ausgezeichneter Einsicht und Erfahrung. Als er 1825 in den Ruhestand trat, kaufte er sich ein kleines Landgut in Meußlitz bei Dohna, durch dessen Bewirtschaftung er eine angenehme Beschäftigung zu finden hoffte. Doch war er bald mit dem Betreiben der Landwirtschaft unzufrieden, gab daher sein Landgut wieder auf und zog 1828 nach Dresden. Er lebte dort als Privatgelehrter. Ihn plagten zunehmend Altersbeschwerden. Erfolglos suchte er die Mineralbäder in Zittau gegen ein verjährtes Herzübel auf. Am 28. September 1833 war er wieder nach Dresden zurückgekehrt, wo er am folgenden Tag im Alter von 72 Jahren an einem Blutschlag starb. Auf dem Sankt Annen-Kirchhof fand er seine letzte Ruhestätte.

## Schriften
Pescheck war ein vielseitiger Schriftsteller. Seine Romane fielen als unreife Jugendwerke bald der Vergessenheit anheim. Zu diesen gehören u. a.:
- Die unbekannte Nonne, Leipzig 1781
- Das Jägermädchen, für Empfindsame und Spötter, Leipzig 1782
- Philipp und Jacobine, 1782
- Fritz und Pappelwald, Wien 1783
- Theodor, oder die Rache des Schicksals, Wien 1784 (Digitalisat)
- Liebe und Ehe in der Narrenkappe und im philosophischen Mantel, Breslau 1786

Hingegen erregten seine Dichterischen Kriegsgemälde (Leipzig 1782) deshalb längere Aufmerksamkeit, weil die poetische Literatur an Dichtungen dieser Gattung eben nicht reich war. Seine Monographie des Oybins (Der Oybin bei Zittau, Raubschloss, Kloster und Naturwunder, Zittau 1793; 2. Auflage Zittau 1804; Sagen und Abenteuer vom Raubschlosse und Kloster Oybin, Zittau 1801) hat viel zur Berühmtheit dieses Ortes beigetragen:
Für sein medizinisches Fach arbeitete Pescheck als Übersetzer mehrerer französischer Werke, so u. a.:
- Die Krankheiten der Haut, Breslau 1787
- Neues Mittel (das flüchtige Alkali) wider das venerische Übel, Breslau 1787
- Versuch über die Ausartung des Begattungstriebes unter den Menschen, Breslau, Brieg und Leipzig 1790

In Johann Christian Starks Archiv für Geburtshilfe (1793, 4. Band) ließ Pescheck die zittauische Hebammenordnung abdrucken, und in der lausitzischen Monatsschrift vom Jahr 1794 teilte er einen Aufsatz mit über die epidemische Ruhr in der Umgebung von Zittau. In der lausitzischen Monatsschrift, von der er drei Jahrgänge (1791–93) herausgab, lieferte er manche interessante Beiträge zur Topographie, Ökonomie und Geschichte der Lausitz. 1821–24 gab er die Monatsschrift Der Arzt heraus, nachdem er bereits von 1800 bis 1802 in Zittau ein Wörterbuch der Hausarzneikunde für Ärzte und Nichtärzte in zwei Bänden hatte drucken lassen. Durch die kleine Schrift Zittau und seine Umgebungen (Zittau 1821) setzte er seiner Vaterstadt ein Denkmal. Unter seinen vermischten Schriften verdienen noch seine Monatlichen Unterhaltungen über Religion, Natur, Kunst und Menschenkunde (Zittau 1798) Erwähnung.